# La Grenade
Pour les articles homonymes, voir Grenade et Grenade (pays).
Singles de Clara Luciani
Monstre d'amour
(2017) Les Fleurs
(2018)
Pistes de Sainte-Victoire
La Baie
(2)
La Grenade est une chanson française interprétée, composée et écrite par Clara Luciani, cocomposée par Ambroise Willaume (Sage), produite par Yuksek, Benjamin Lebeau et Ambroise Willaume sortie le 8 décembre 2017. C'est le premier single extrait de son album Sainte-Victoire.

## Accueil commercial
La chanson ne parvient pas à obtenir du succès avant janvier 2019. À partir de la semaine du 12 janvier 2019, elle se classe n° 187 des ventes fusionnées (ventes et streaming) de singles avant d'atteindre la 22e position le 23 février. La chanson reste 6 semaines dans les trente meilleures ventes fusionnées de singles en France.
En revanche, au niveau des ventes pures (sans streaming), la chanson entre dans le classement à partir de la semaine du 13 avril 2018, et finit par atteindre le top 10 la semaine du 25 janvier 2019. Elle se classe finalement à la 2e place la semaine du 8 février 2019, et garde cette position pendant plusieurs semaines.
La chanson atteint également la 1re place des téléchargements la semaine du 21 juin 2019, soit plus d'un an après son entrée dans le classement.
En 2020, la chanteuse Dua Lipa sort la chanson Hallucinate ayant une ligne de basse similaire à La Grenade. Cette même ligne de basse est similaire à celle de la chanson Lucky Star.

## Crédits
- Écrit par Clara Luciani
- Composé par Clara Luciani et Sage
- Produit par Sage, Benjamin Lebeau
- Arrangeurs: Benjamin Lebeau, Sage
- Réalisation: Benjamin Lebeau, Sage
- Production additionnelle: Yuksek
- Basse: Sage
- Batterie: Yuksek, Antoine Boistelle
- Claviers: Yuksek,Sage, Benjamin Lebeau
- Guitare: Sage, Benjamin Lebeau
- Mix et Mastering: Yuksek

## Classements et certifications
| Classement (2018-2019)                  | Meilleure position |
| --------------------------------------- | ------------------ |
| Belgique (Wallonie Ultratop 50 Singles) | 5                  |
| Belgique (Wallonie Ultratop 50 Airplay) | 2                  |
| France (SNEP)                           | 22                 |
| France (SNEP Ventes)                    | 2                  |
| France (SNEP Radio)                     | 6                  |
| France (SNEP Téléchargements)           | 1                  |
| Suisse (Charts Romandie)                | 7                  |

| Classement (2018)            | Position |
| ---------------------------- | -------- |
| Belgique (Wallonie Ultratop) | 17       |

| Classement (2019) | Position |
| ----------------- | -------- |
| France (SNEP)     | 50       |

### Certifications
| Pays          | Certification | Streams    |
| ------------- | ------------- | ---------- |
| France (SNEP) | Diamant       | 50 000 000 |

## Historique de sortie
| Pays   | Date            | Format                               | Label                   |
| ------ | --------------- | ------------------------------------ | ----------------------- |
| France | 8 décembre 2017 | CD single, Téléchargement, streaming | Initial Artist Services |
| France | 12 janvier 2018 | Clip vidéo                           | Initial Artist Services |